# Pampigny

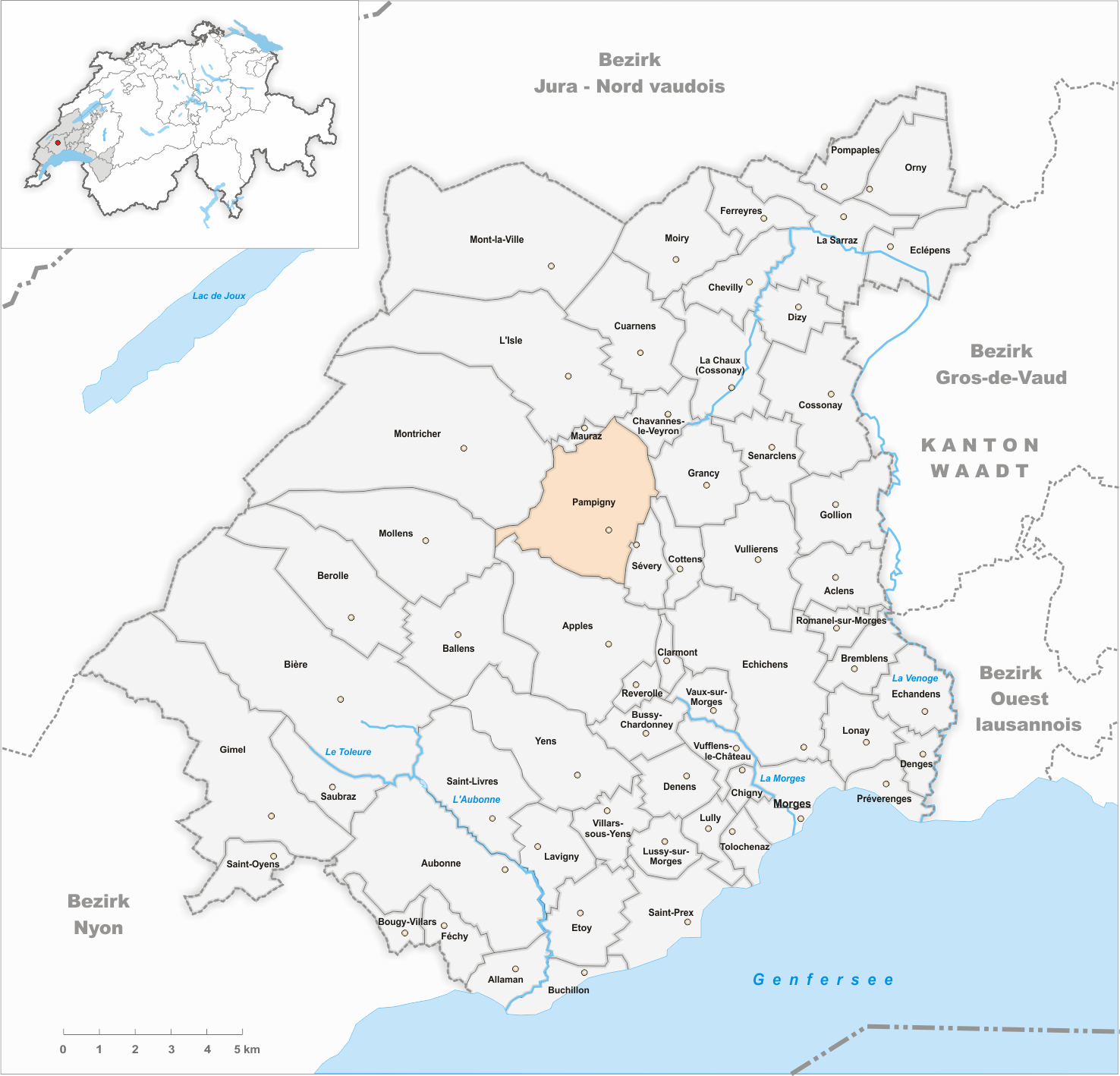
Gemeindestand vor der Fusion am 1. Juli 2021

Pampigny ist ein Ort in der politischen Gemeinde Hautemorges im Bezirk Morges des Kantons Waadt in der Schweiz.
Am 1. Juli 2021 fusionierte Pampigny mit den Gemeinden Apples, Bussy-Chardonney, Cottens, Reverolle und Sévery zur Gemeinde Hautemorges.

## Geographie
Pampigny liegt auf 650 m ü. M., 10 km nordwestlich der Bezirkshauptstadt Morges (Luftlinie). Das Haufendorf erstreckt sich an einem leicht nach Osten geneigten Hang auf der Hochfläche des Jurafussplateaus, an aussichtsreicher Lage in der westlichen Randzone des Waadtländer Mittellandes.
Die Fläche des 11,1 km² grossen Gemeindegebiets umfasst einen Abschnitt des leicht gewellten Hochplateaus des westlichen Waadtländer Mittellandes. Der Gemeindeboden erstreckt sich von den Hängen bei Pampigny, die durch den Combagnou zur Morges entwässert werden, nach Nordwesten über eine eiszeitlich überprägte Hügellandschaft bis an den Oberlauf des Veyron. Auf der rechten Seite dieses Flusses befinden sich ausgedehnte Waldgebiete (Bois de la Croix, Tailles de Mauraz, Le Parc und Vafiâ). Ganz im Westen reicht das Gebiet in das Marais des Monods, ein Sumpfgebiet am Veyron. Die höchste Erhebung von Pampigny liegt mit 696 m ü. M. auf dem Hügel Montassiaux westlich des Dorfes. Von der Gemeindefläche entfielen 1997 5 % auf Siedlungen, 37 % auf Wald und Gehölze, 57 % auf Landwirtschaft und etwas weniger als 1 % war unproduktives Land.
Zu Pampigny gehören zahlreiche Einzelhöfe. Die Nachbargemeinden von Pampigny sind im Westen Montricher, im Norden Mauraz, im Nordnordosten L’Isle, im Nordosten Chavannes-le-Veyron, im Ostnordosten Grancy, im Osten Cottens, im Südosten Sévery, im Süden Apples und im Südwesten Mollens.

## Bevölkerung
Mit 1129 Einwohnern (Stand 31. Dezember 2020) gehört Pampigny zu den kleineren Gemeinden des Kantons Waadt. Von den Bewohnern sind 92,4 % französischsprachig, 4,0 % deutschsprachig und 1,5 % englischsprachig (Stand 2000). Die Bevölkerungszahl von Pampigny belief sich 1900 noch auf 650 Einwohner. Nachdem die Bevölkerung bis 1970 auf 445 Personen abgenommen hatte, wurde wieder eine deutliche Bevölkerungszunahme mit fast einer Verdoppelung der Einwohnerzahl innerhalb von 30 Jahren beobachtet.

## Wirtschaft
Pampigny war bis in die zweite Hälfte des 20. Jahrhunderts ein vorwiegend durch die Landwirtschaft geprägtes Dorf. Noch heute haben der Ackerbau, der Obstbau und die Viehzucht eine wichtige Bedeutung in der Erwerbsstruktur der Bevölkerung. Weitere Arbeitsplätze sind im lokalen Kleingewerbe und im Dienstleistungssektor vorhanden. In den 1990er Jahren wurde eine Gewerbezone geschaffen. Hier liessen sich ein Unternehmen des Transportwesens, ein Elektroinstallationsgeschäft und ein Betrieb, der Kunststoffe und Thermoplastik herstellt, nieder. In den letzten Jahrzehnten hat sich das Dorf dank seiner attraktiven Lage zu einer Wohngemeinde entwickelt. Viele Erwerbstätige sind deshalb Wegpendler, die hauptsächlich in Morges und im Grossraum Lausanne arbeiten.

## Verkehr
Die Gemeinde liegt abseits grösserer Durchgangsstrassen an einer Verbindungsstrasse von Morges nach L’Isle. Am 12. September 1896 wurde die Schmalspurbahnlinie von L’Isle nach Apples der Bière-Apples-Morges-Bahn mit einem Bahnhof in Pampigny in Betrieb genommen.

## Geschichte
Auf dem Gemeindegebiet von Pampigny wurden Spuren aus der Römerzeit und aus dem Frühmittelalter gefunden. Die erste urkundliche Erwähnung des Ortes erfolgte 1016 unter dem Namen Pimpinengis. Später erschienen die Bezeichnungen Pampiniacum (1141), Panpinie (1228), Pampignie (1232), Pagpignie (1235), Pampigniez (1324) und Pampignyer (1335). Der Ortsname geht vermutlich auf den Personennamen Pempenius zurück.
Im Mittelalter gehörte Pampigny den Herren von Cossonay, welche das Dorf den ansässigen Adligen als Lehen gaben. Mit der Eroberung der Waadt durch Bern im Jahr 1536 kam Pampigny unter die Verwaltung der Vogtei Morges. Nach dem Zusammenbruch des Ancien Régime gehörte das Dorf von 1798 bis 1803 während der Helvetik zum Kanton Léman, der anschliessend mit der Inkraftsetzung der Mediationsverfassung im Kanton Waadt aufging. 1798 wurde es dem Bezirk Cossonay zugeteilt.

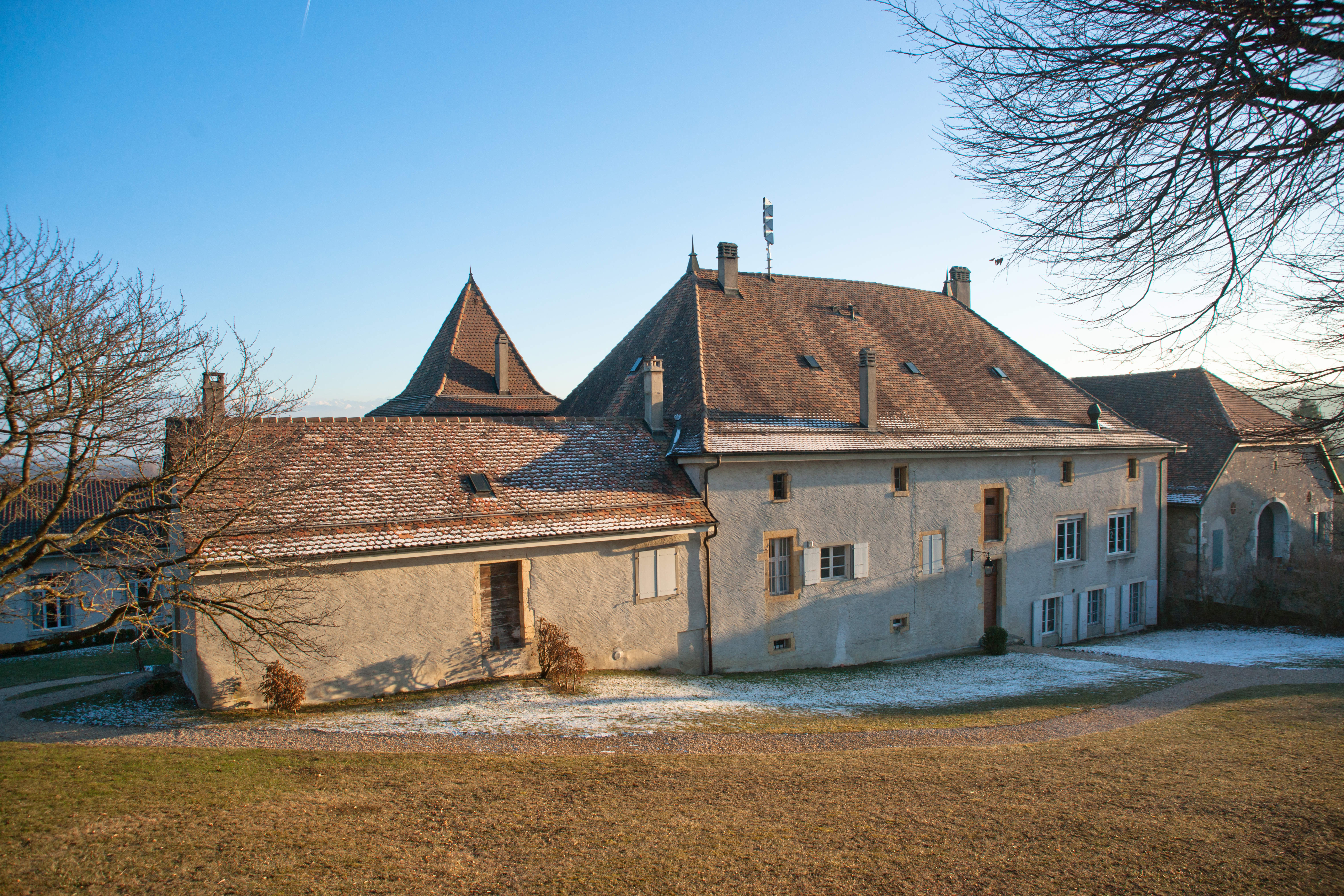
Schloss von Pampigny

## Sehenswürdigkeiten
Der einschiffige Bau der reformierten Pfarrkirche Saint-Pierre wurde im 15. Jahrhundert errichtet, die Fassade stammt von 1736. Im Innern sind Wandgemälde aus dem Mittelalter erhalten. Das Schloss von Pampigny, ein Herrensitz flankiert von zwei Türmen, wurde 1688 an der Stelle eines älteren Gebäudes erbaut. Nachdem die Gemeinde das Schloss 1836 gekauft hatte, wurde darin die Ortsschule untergebracht, bis 1983 das neue Schulzentrum Champ-Carré eröffnet wurde. Im Ortskern sind einige charakteristische Bauernhäuser aus dem 18. und 19. Jahrhundert erhalten geblieben.